# Archäologisches Museum Rhodos

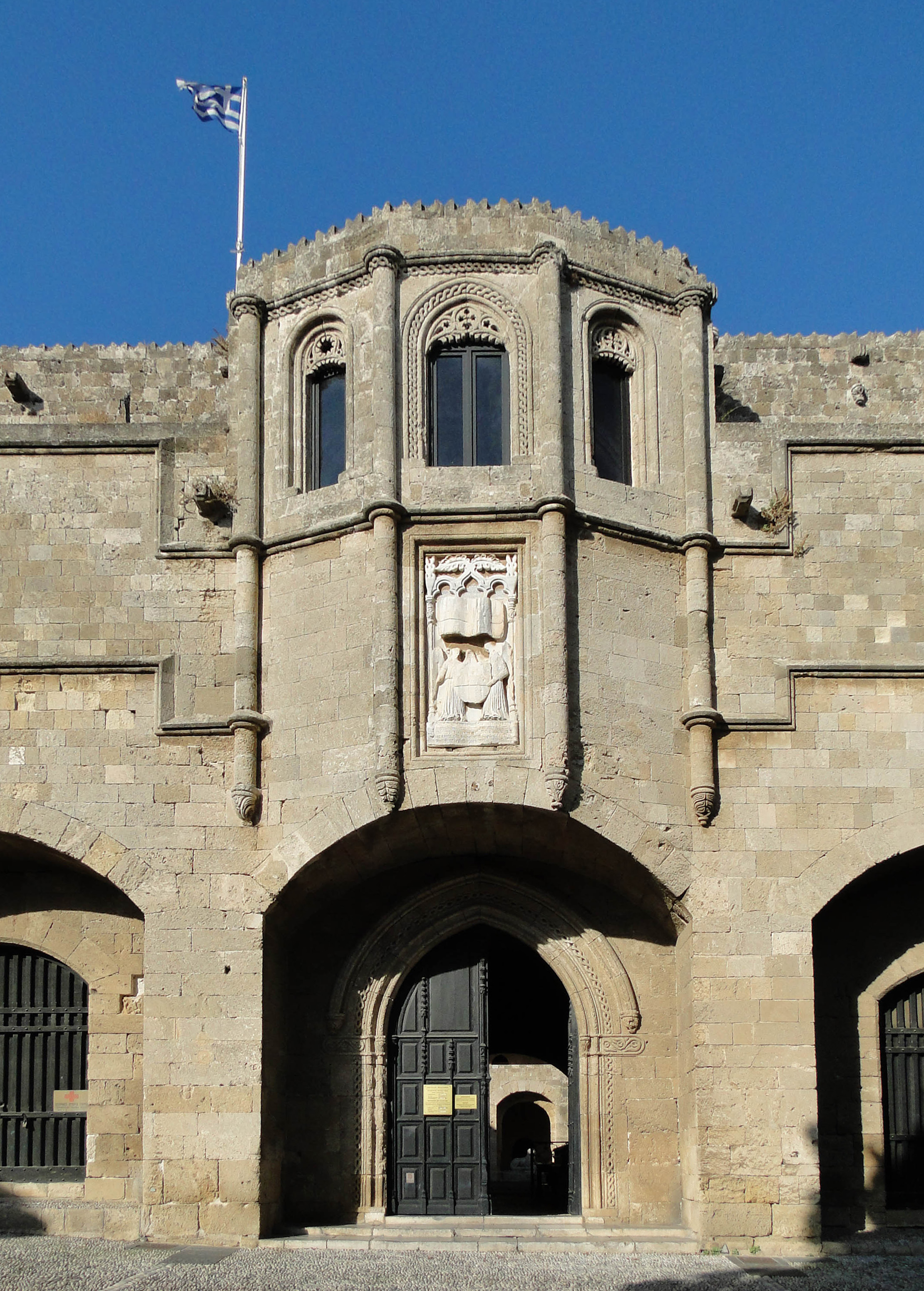
Eingang des Museums, über dem Eingangstor ein Marmorrelief mit dem Wappen des Johannitergroßmeisters Antonio Fluvian

Das Archäologische Museum von Rhodos (griechisch Αρχαιολογικό Μουσείο Ρόδου) ist ein Museum mit archäologischem Schwerpunkt in der Stadt Rhodos auf der gleichnamigen Insel.

## Geschichte
Das Archäologische Museum von Rhodos wurde 1914 eröffnet.
Das Gebäude des Museums ist ein ehemaliges Hospital des Johanniter-Ordens in der mittelalterlichen Altstadt von Rhodos. Der Bau wurde 1440 vom Großmeister Jean de Lastic begonnen und zur Zeit des Großmeisters Pierre d’Aubusson (1476–1503) vollendet. Ermöglicht wurde der Bau und die Einrichtung des Hospitals durch eine testamentarische Stiftung des Großmeisters Antonio Fluvian de la Riviere von 10.000 Goldgulden. Der Bau befindet sich über den Grundmauern eines Gebäudes aus römischer Zeit.

## Sammlungen
Das Museum beherbergt Sammlungen archäologischer Artefakte aus verschiedenen Teilen der Insel Rhodos und der Nachbarinseln im Dodekanes, darunter die Statue der Kauernden Aphrodite (1. Jahrhundert v. Chr.), die durch einen berühmten Prototyp des Bildhauers Doidalses aus dem 3. Jahrhundert v. Chr. inspiriert wurde, und eine Pyxis vom Typ Fikellura (Mitte des 6. Jahrhunderts v. Chr.).
Das	Museum besitzt auch einen Kopf des Helios; er ähnelt dem Porträt Alexanders des Großen von Lysipp. Dieser Helios war 2011 auf dem Albumcover von Floral Shoppe von Macintosh Plus zu sehen und wurde in der Folge durch seine Verbindung mit der Vaporwave-Bewegung berühmt.

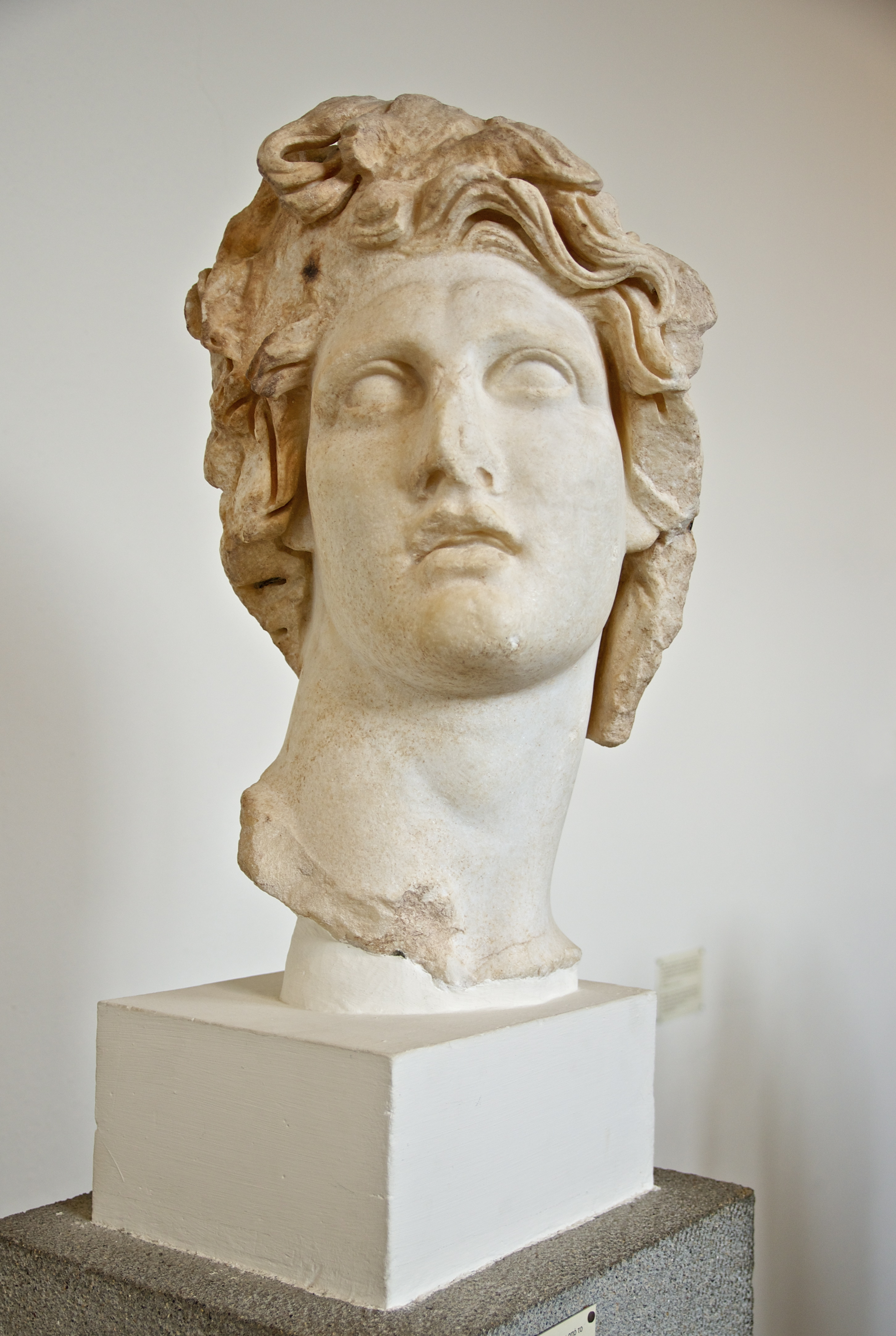
Kopf des Helios, des Staatsgottes der Insel Rhodos
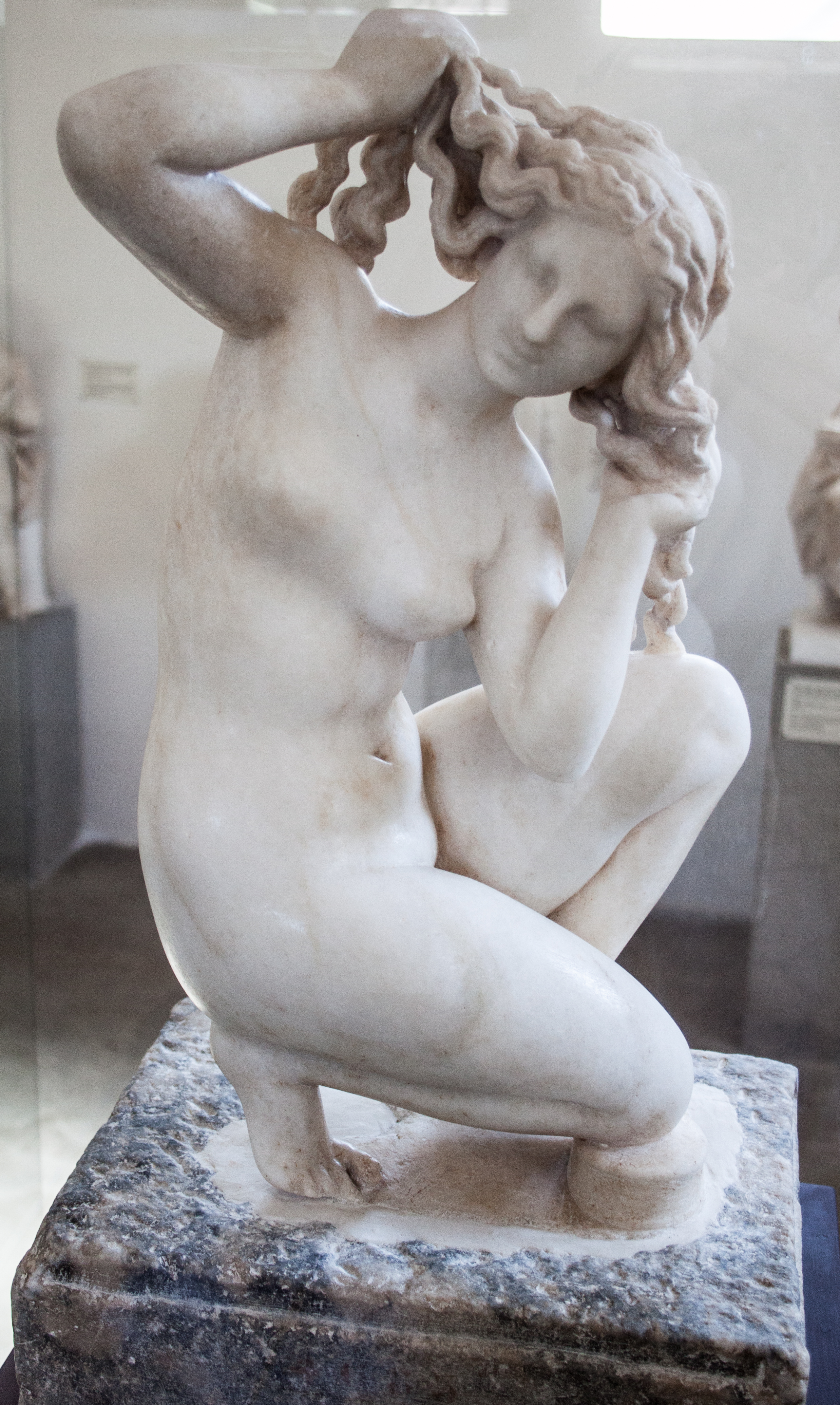
Kauernde Aphrodite von Rhodos
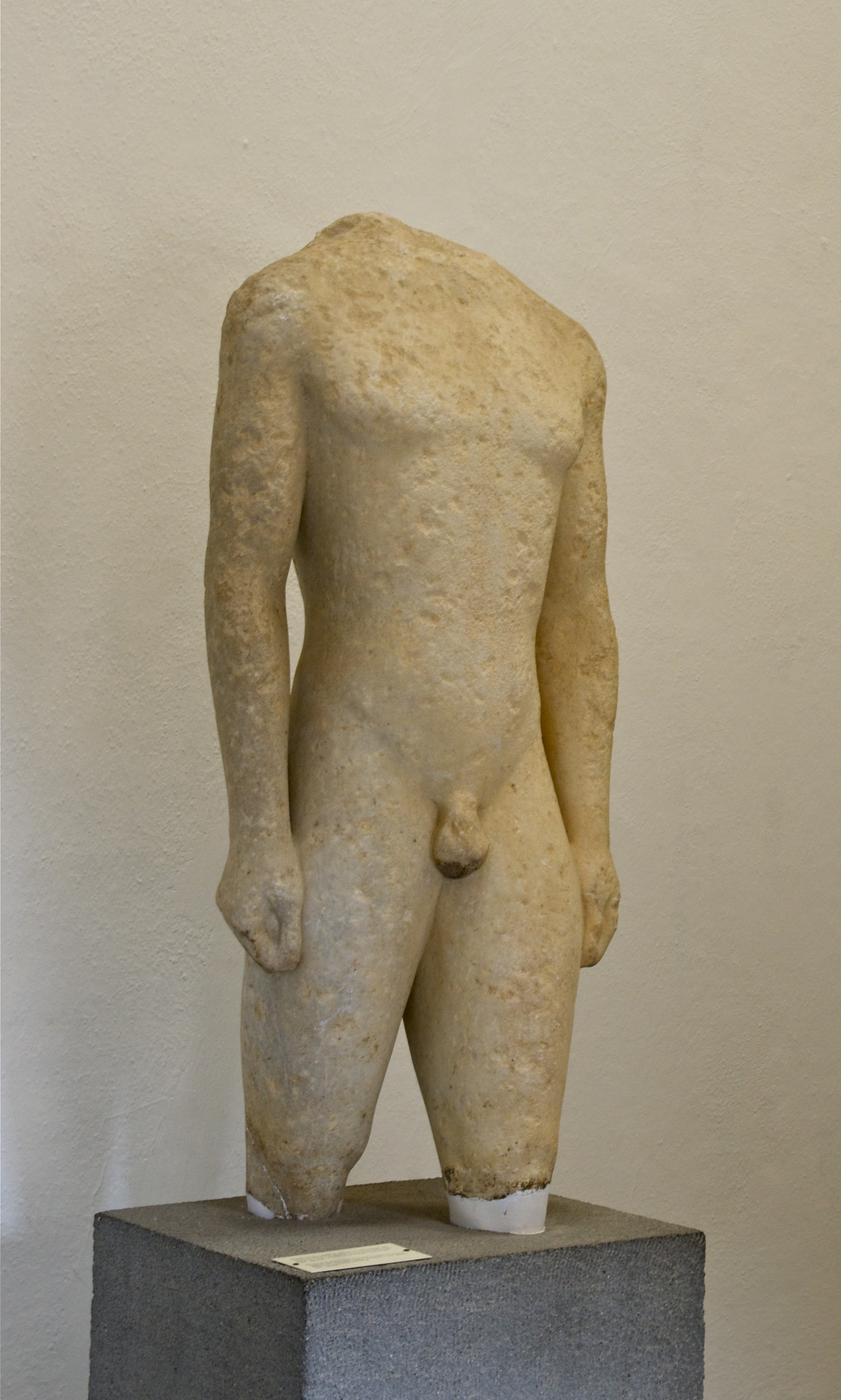
Kouros aus Kameiros, etwa 555 bis 540 v. Chr.
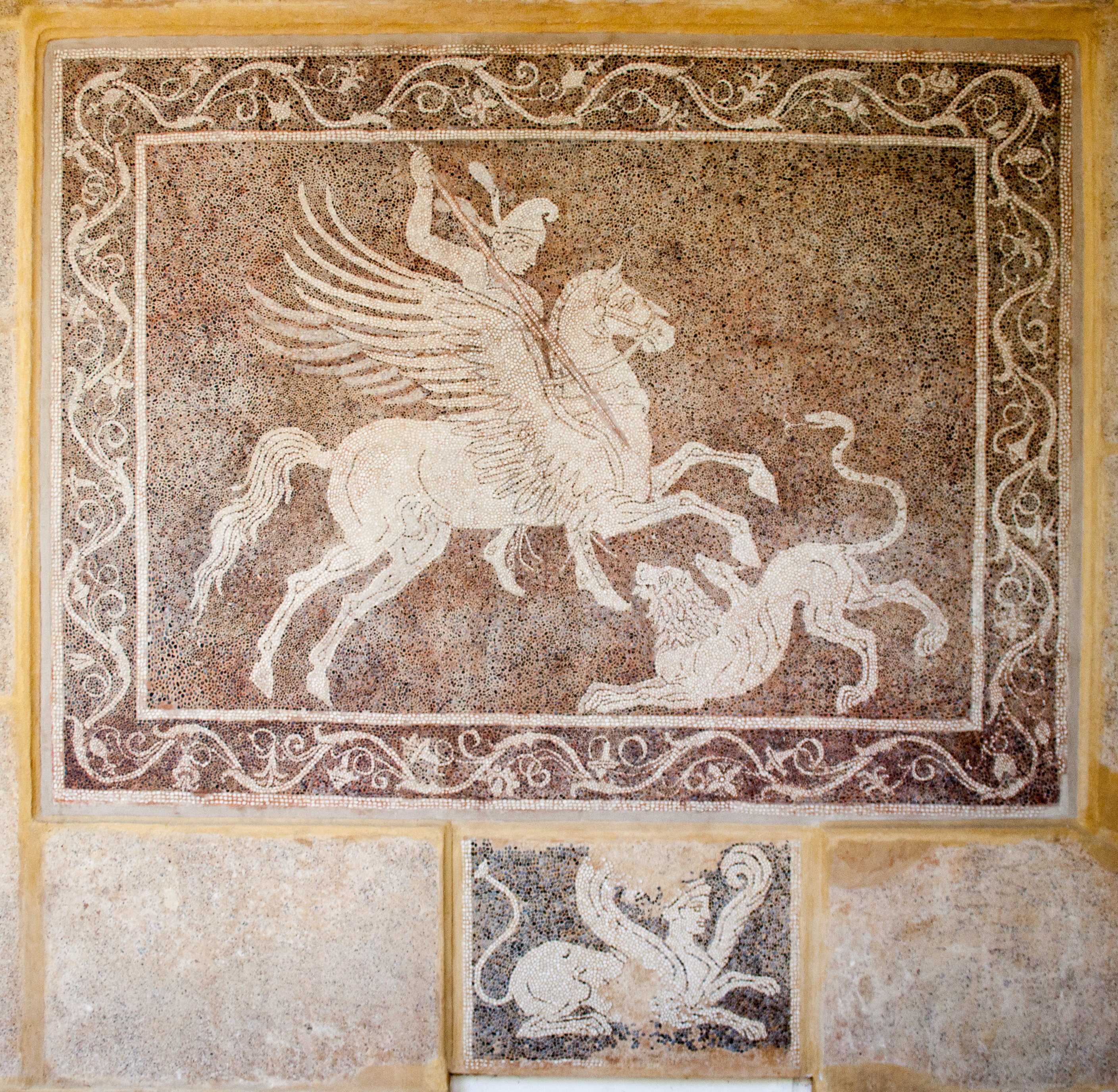
Mosaikboden: Bellerophon, den Pegasos reitend, tötet die Chimäre
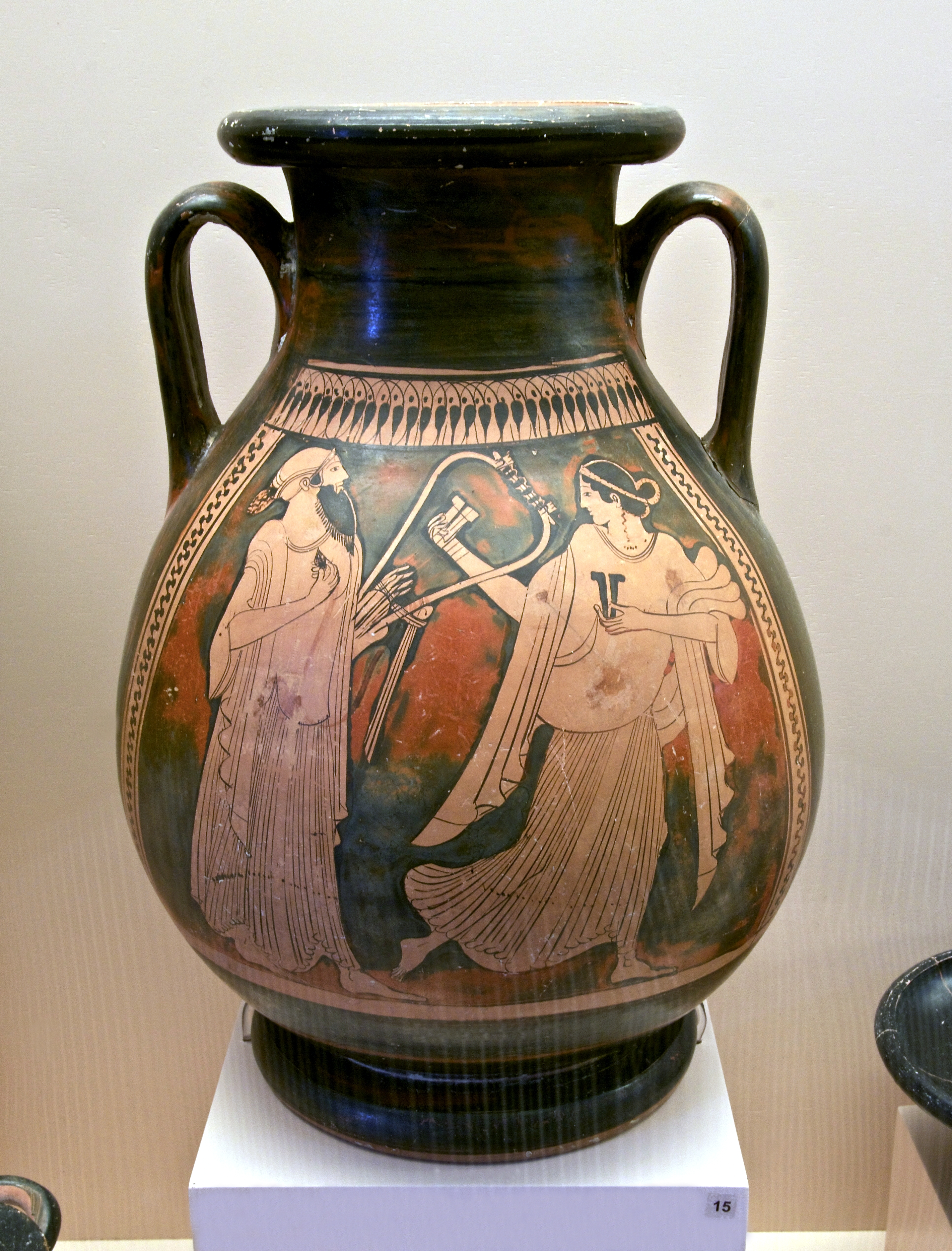
Attische rotfigurige Pelike, aus dem Grab eines Säuglings, mit einem Mann mit Lyra und einer Frau mit Klappern oder Kastagnetten